# Långören (Sottunga, Åland)
Långören är en ö i Åland (Finland). Den ligger i Skärgårdshavet och i kommunen Sottunga i landskapet Åland, i den sydvästra delen av landet. Ön ligger omkring 50 kilometer öster om Mariehamn och omkring 230 kilometer väster om Helsingfors. Den ingår i Husö örarna.
Öns area är 5,6 hektar och dess största längd är 390 meter i öst-västlig riktning.